# Поляков, Валерий Алексеевич
Валерий Алексеевич Поляков (9 октября 1936 года — 22 ноября 2006 года) — советский и российский учёный-педагог, академик АПН СССР (1990), академик РАО (1993), вице-президент РАО (1997).

## Биография
Родился 9 октября 1936 года в деревне Субботино Павлово-Посадского района Московской области.
В 1959 году — окончил Орехово-Зуевский педагогический институт, затем работал в Московском областном институте усовершенствования учителей.
С 1961 года — работал в НИИ ТОПО АПН СССР, с 1978 года — заместитель директора.
В 1964 году — защитил кандидатскую диссертацию, тема: «Проблемы содержания производственного обучения учащихся по группе электротехнических профессий».
С 1976 по 1978 годы — заведующий сектором, с 1978 по 1991 годы — заместитель директора по научной работе НИИ школ Министерства просвещения РСФСР.
С 1991 года — организатор и директор Института профессионального самоопределения молодёжи РАО.
В 1980 году — защитил докторскую диссертацию, тема: «Проблемы развития системы трудового обучения учащихся общеобразовательных школ», в 1982 году — присвоено учёное звание профессора.
В 1990 году — избран академиком АПН СССР, в 1993 году — стал академиком Российской академии образования (РАО), в 1997 году — избран вице-президентом РАО.
Валерий Алексеевич Поляков умер 22 ноября 2006 года.

## Научная деятельность
Организатор педагогической науки, специалист в области профессиональной педагогики.
Один из авторов краткого словаря для учителя «Трудовое воспитание и политехническое обучение» (1968).
Разрабатывал основы общей методики трудового и профессионального обучения, которые изложил в одноимённом труде (1987; в соавторстве).
Предложил концепцию подготовки подрастающего поколения и учащейся молодёжи к труду в системе непрерывного образования (Школа и производство, 1990, № 1).
Составил учебно-методический комплект для подготовки учащихся по электротехническим профессиям; обосновал принципы, содержания и формы организации производств, труда учащихся и систему воспитания трудолюбия у детей в семье.
Сформулировал общие подходы к современному содержанию подготовки студентов педагогических институтов в области трудового и экономического воспитания.
С 90-х годов исследовал проблемы теории и практики непрерывной экономической подготовки и профессионального самоопределения молодёжи («Педагогика», 1993, № 5, соавт.).
Участвовал в разработке Федеральной программы развития образования Российской Федерации, в создании Концепции модернизации российского образования на период до 2010 года
Автор более 150 научных работ.
Заместитель главного редактора Библиотеки «Сельская школа России».
Под его руководством защищено 17 докторских и более 50 кандидатских диссертаций.

## Сочинения

### Общие вопросы трудового и профессионального воспитания и обучения
- Политехнический принцип в трудовом обучении школьников / В. А. Поляков ; Под ред. д-ра пед. наук, проф. А. А. Шибанова ; Науч.-исслед. ин-т труд. обучения и проф. ориентации АПН СССР. — Москва : Просвещение, 1977. — 80 с.; 21 см.
- Методика трудового обучения и воспитания учащихся в межшкольных учебно-производственных комбинатах : Пособие для преподавателей и мастеров / В. А. Поляков, Б. А. Соколов, В. Г. Уланов ; Под ред. В. А. Полякова. — Москва : Просвещение, 1979. — 207 с. : схем.; 20 см.
- Общая методика трудового обучения в старших классах / В. А. Поляков, А. Е. Ставровский. — Москва : Просвещение, 1976. — 111 с.; 21 см.
  - 2-е изд., испр. — М. : Просвещение, 1980. — 111 с.; 21 см.
- Основы методики трудового обучения / В. М. Казакевич, В. А. Поляков, А. Е. Ставровский; Под ред. В. А. Полякова. — М. : Просвещение, 1983. — 192 с.; 22 см;
- Основы методики трудового и профессионального обучения / В. А. Кальней, В. С. Капралова, В. А. Поляков; Под ред. В. А. Полякова. — М. : Просвещение, 1987. — 190, [1] с. : ил.; 22 см. — (Б-ка учителя труда).;
- Новые принципы организации начального профессионального образования : Переход к открытой системе в условиях рынка труда / Смирнов И. П., Поляков В. А., Ткаченко Е. В.; М-во образования Рос. Федерации. Ин-т развития проф. образования, Рос. акад. образования. Отд-ние проф. образования. — М. : Аспект, 2004 (ФГУП ДПК Роспатента). — 31, [1] с. : ил.; 21 см.
- Трудовая подготовка школьников за рубежом : (соврем. опыт США и Великобритании) / [В. А. Поляков и др.] ; М-во образования и науки Рос. Федерации, Моск. пед. гос. ун-т. — М. : Изд-во Прометей, 2005 (Тип. МПГУ). — 173, [1] с.; 20 см; ISBN 5-7042-1522-X
- Теоретические основы педагогических инноваций в зарубежной школе : книга для учителя : [монография] / [В. А. Поляков и др. ; под ред. В. А. Полякова] ; Российская акад. наук, Российская акад. образования, Ин-т содержания и методов обучения. — Москва : Ин-т содержания и методов обучения РАО, 2007
  - Ч. 2. — 2007. — 190 с.; ISBN 978-5-98517-074-0

### Пособия и методические указания по обучению электротехнике
- Электромонтажные работы : Учеб. пособие для учащихся VIII класса школ глухих / В. А. Поляков. — Москва : Просвещение, 1968. — 80 с. : ил.; 20 см.
  - 2-е изд., испр. — Москва : Просвещение, 1971. — 80 с. : ил.; 20 см.
- Практикум по электротехнике: Учеб. пособие для учащихся 9-х и 10-х кл. / В. А. Поляков. — 2-е изд., испр. — Москва : Просвещение, 1969. — 192 с. : ил.; 21 см.
  - 5-е изд., перераб. — Москва : Просвещение, 1974. — 254 с.
  - 6-е изд. — Москва : Просвещение, 1977. — 254 с.
- Методика обучения электротехнике : [Метод. пособие для преподавателей электротехники в сред. ПТУ] / Л. Г. Антипова, В. А. Поляков; Под ред. В. А. Полякова. — Ташкент : Укитувчи, 1982. — 145 с. : ил.; 22 см
- Электротехника : Учеб. пособие для IX—XI кл. / В. Поляков. — Каунас : Швиеса, 1983. — 215 с. : схем.; 22 см.
  - Електротехніка : навч. посібник для учнів 9-10-х кл. / В. О. Поляков. — Київ : Радянська школа, 1983. — 216 с. : ил.; 22 см. (укр.)
  - 2-е изд., перераб. — М. : Просвещение, 1986. — 238,[1] с. : ил.; 23 см.
  - Электротехника : Учеб. пособие для учащихся 9-10-х кл. сред. общеобразоват. шк. : [Перевод] / В. А. Поляков. — Баку : Маариф, 1988. — 243 с. : ил.; 22 см; ISBN 5-556-00040-9

### Диссертации
- Поляков, Валерий Алексеевич. Проблемы содержания производственного обучения в средней школе по группе электротехнических профессий : диссертация … кандидата педагогических наук : 13.00.00. — Москва, 1964. — 432 с. : ил.
- Поляков, Валерий Алексеевич. Проблемы развития современной системы трудового обучения учащихся средней общеобразовательной школы : диссертация … доктора педагогических наук : 13.00.01. — Москва, 1979. — 432 с. : ил.

### Под его редакцией
- Профессиональная ориентация старших школьников в процессе трудового обучения / Под ред. канд. пед. наук В. А. Полякова; Акад. пед. наук СССР. НИИ труд. обучения и проф. ориентации. — Москва : Просвещение, 1972. — 160 с.; 21 см.
- Трудовая подготовка школьников в СССР и СФРЮ : [Перевод / П. Н. Андрианов и др. (СССР), С. Безданов и др. (СФРЮ)]; Под ред. В. А. Полякова, С. Безданова. — М. : Просвещение ; Белград : Завод за уджбенике и наставна средства, 1985. — 312 с. : ил., 8 л. ил.; 22 см.
- Производительный труд школьников / [Подгот. П. Р. Атутовым и др.]; Под ред. В. А. Полякова. — М. : Педагогика, 1986. — 119,[2] с.; 21 см.
- Семья и дети : воспитание трудолюбия / А. К. Бешенков, И. И. Зарецкая, Г. А. Зверева и др.; Лит. обраб. Е. В. Смолко; Редкол.: В. А. Поляков (пред.) и др. — М. : Профиздат, 1988. — 250,[2] с., [24] л. ил. : ил.; 20 см. — (Б-ка для родителей).; ISBN 5-255-00023-X

## Награды
- Орден Почёта (Россия) (2002)[1]
- Медаль ордена «За заслуги перед Отечеством» 2 степени (1997)[2]
- Премия Президента Российской Федерации в области образования (в составе группы, за 2001 год) — за создание учебно-методического (педагогического) комплекса для профессиональной подготовки, переподготовки и повышения квалификации рабочих[3]
- Медаль «В ознаменование 100-летия со дня рождения Владимира Ильича Ленина» (1970)
- Медаль «Ветеран труда»
- Медаль «В память 850-летия Москвы»
- Медаль К. Д. Ушинского
- Почётный работник высшего профессионального образования Российской Федерации